# طه ياسين الخنيسي
طه ياسين الخنيسي مواليد 21 يونيو 1992 في جرجيس، تونس، هو لاعب كرة قدم تونسي يلعب في مركز الهجوم. يلعب حاليا مع الترجي الرياضي التونسي في الرابطة التونسية المحترفة الأولى ومنتخب تونس شارك في كأس الأمم الأفريقية 2017 و2019.

## المسيرة

### المسيرة مع الأندية
تكون في الترجي الرياضي التونسي، وقّع أول عقد احترافي له في عام 2009 مع الترجي. ولعب مباراته الأولى في 18 فبراير 2010 ضد الملعب التونسي. ومنذ ذلك الحين، نادراً ما يلعب ولعب عشر مباريات فقط في ثلاثة مواسم. عند وصوله إلى نهاية العقد في يونيو 2012، قرر الخنيسي عدم تمديده، معتقدًا أنه تم إقصائه.
في سبتمبر 2012، وقع عقدًا لمدة ثلاث سنوات مع النادي الرياضي الصفاقسي. في أول مباراة له تحت ألوان النادي الصفاقسي، سجل هدفين ضد الاتحاد الرياضي المنستيري. في عام 2015، عاد إلى الترجي، حيث أنهى مرحلة الذهاب بتسجيله ثمانية أهداف.
في 2016، خلال نهائي كأس تونس بين فريقه والنادي الإفريقي، افتتح التسجيل بتسجيله هدف في الدقيقة الخمسين من اللعب.

### المسيرة مع المنتخب
في 12 مارس 2013، تم اختياره من قبل مدرب المنتخب الوطني الجديد نبيل معلول من أجل تصفيات كأس العالم 2014 ضد سيراليون في 23 مارس 2013 في الملعب الأولمبي برادس. كما تم استدعاؤه للتنافس في كأس الأمم الأفريقية 2017 ولكن لا يمكنه التنافس في كأس العالم 2018 بسبب الإصابة.

## الألقاب
مع الترجي الرياضي التونسي
- الرابطة التونسية المحترفة الأولى: 2010، 2011، 2017، 2018، 2019
- كأس تونس لكرة القدم: 2011، 2016
- كأس السوبر التونسي: 2019
- دوري أبطال أفريقيا: 2011، 2018، 2019
- كأس العرب للأندية الأبطال: 2017

مع النادي الرياضي الصفاقسي
- الرابطة التونسية المحترفة الأولى: 2013
- كأس الكونفيدرالية الأفريقية: 2013

### الألقاب الفردية
- هداف الرابطة المحترفة الأولى: 2017، 2019

## الإحصائيات

### الدولية
| المنتخب الوطني | العام   | المباريات | الأهداف |
| -------------- | ------- | --------- | ------- |
| تونس           | 2013    | 1         | 0       |
| تونس           | 2014    | 0         | 0       |
| تونس           | 2015    | 8         | 1       |
| تونس           | 2016    | 3         | 2       |
| تونس           | 2017    | 11        | 2       |
| تونس           | 2018    | 5         | 1       |
| تونس           | 2019    | 9         | 2       |
| المجموع        | المجموع | 37        | 8       |

## الأهداف الدولية
| N | التاريخ       | الملعب                                  | م  | الخصم    | الهدف | النتيجة | المنافسة                        |
| - | ------------- | --------------------------------------- | -- | -------- | ----- | ------- | ------------------------------- |
| 1 | 9 أكتوبر 2015 | ملعب 7 نوفمبر، رادس، تونس               | 5  | الغابون  | 1–0   | 3–3     | مباراة ودية                     |
| 2 | 3 يونيو 2016  | ملعب المدينة، مدينة جيبوتي، جيبوتي      | 10 | جيبوتي   | 3–0   | 3–0     | تصفيات كأس الأمم الأفريقية 2017 |
| 3 | 4 سبتمبر 2016 | ملعب مصطفى بن جنات، المنستير            | 11 | ليبيريا  | 2–0   | 4–1     | تصفيات كأس الأمم الأفريقية 2017 |
| 4 | 23 يناير 2017 | ملعب دانغونج، ليبرفيل، الغابون          | 16 | زيمبابوي | 3–0   | 4–2     | كأس الأمم الأفريقية 2017        |
| 5 | 11 يونيو 2017 | ملعب 7 نوفمبر، رادس، تونس               | 20 | مصر      | 1–0   | 1–0     | تصفيات كأس الأمم الأفريقية 2019 |
| 6 | 9 سبتمبر 2018 | مركز مانزيني الرياضي، مانزيني، إسواتيني | 26 | إسواتيني | 1–0   | 2–0     | تصفيات كأس الأمم الأفريقية 2019 |
| 7 | 17 يونيو 2019 | ملعب 7 نوفمبر، رادس، تونس               | 31 | بوروندي  | 1–0   | 2–1     | مباراة ودية                     |
| 8 | 8 يوليو 2019  | ملعب الإسماعيلية، الإسماعيلية، مصر      | 34 | غانا     | 1–0   | 1–1     | كأس الأمم الأفريقية 2019        |

## روابط خارجية
- طه ياسين الخنيسي على موقع الاتحاد الدولي (مؤرشف)  (الإنجليزية)
- طه ياسين الخنيسي على موقع قاعدة بيانات كرة القدم.إي يو (الإنجليزية)
- طه ياسين الخنيسي على موقع ناشيونال فوتبول تيمز (الإنجليزية)
- طه ياسين الخنيسي على موقع Soccerway.com (الإنجليزية)
- طه ياسين الخنيسي على موقع عالم كرة القدم.نت (الإنجليزية)